# Polynesien-Cup 1994
Der Polynesien-Cup 1994 war die erste Ausspielung des Turniers für die Fußballnationalmannschaften Polynesiens und fand im November 1994 in Westsamoa statt. Er diente gleichzeitig als Qualifikation Polynesiens für die Fußball-Ozeanienmeisterschaft 1996. Gespielt wurde in einer einfachen Ligarunde jeder gegen jeden.
Tahiti gewann die Premiere des Turniers und qualifizierte sich als Sieger des Polynesien-Cups 1994 für die Ozeanienmeisterschaft 1996.
| Pl. | Land          | Sp. | S | U | N | Tore    | Diff. | Punkte |
| --- | ------------- | --- | - | - | - | ------- | ----- | ------ |
| 1.  | Tahiti        | 3   | 3 | 0 | 0 | 010:100 | +9    | 09     |
| 2.  | Tonga         | 3   | 1 | 1 | 1 | 004:400 | ±0    | 04     |
| 3.  | Westsamoa     | 3   | 1 | 1 | 1 | 005:100 | −5    | 04     |
| 4.  | Amerik.-Samoa | 3   | 0 | 0 | 3 | 003:700 | −4    | 0      |

|              |   |                    |     |
| 24. November |   |                    |     |
| Tahiti       | – | Tonga              | 1:0 |
| Westsamoa    | – | Amerikanisch-Samoa | 3:1 |
| 25. November |   |                    |     |
| Tahiti       | – | Amerikanisch-Samoa | 2:1 |
| Westsamoa    | – | Tonga              | 2:2 |
| 28. November |   |                    |     |
| Tonga        | – | Amerikanisch-Samoa | 2:1 |
| Westsamoa    | – | Tahiti             | 0:7 |